# ناراغانسيت (رود آيلاند)
ناراغانسيت (بالإنجليزية: Narragansett)‏ هي بلدة تقع بولاية رود آيلاند في الولايات المتحدة. تبلغ مساحتها 97.8 (كم²)، وترتفع عن سطح البحر 6 م، بلغ عدد سكانها 15868 نسمة في عام 2010 حسب إحصاء مكتب تعداد الولايات المتحدة وتصل الكثافة السكانية فيها 433.6 نسمة/كم2.

## وصلات خارجية
- www.narragansettri.gov
- The US50 - Cities and Towns in Rhode Island State
- Rhode Island Cities and Towns, Facts, Map, Flag, Colleges, Government, and More